# Râul Călineasa, Beliș
Râul Călineasa (sau Valea Călineasa) este un râu afluent al Beliș. 